# Mostafa Makhlouf
Mostafa Mohamed Makhlouf Amin (en árabe مصطفى مخلوف; nacido en Guiza, Egipto, 11 de mayo de 2003) es un futbolista egipcio que juega en la posición de guardameta en el Al-Ahly de la Premier League de Egipto.